# Рудня (Жлобинский район)
Рудня (бел. Рудня) — деревня в Новомарковичском сельсовета Жлобинского района Гомельской области Беларуси.
Поблизости есть месторождение гравия и железняка.

## География

### Расположение
В 42 км на юг от Жлобина, 18 км от железнодорожной станции Ящицы (на линии Жлобин — Калинковичи), 82 км от Гомеля.

## Транспортная сеть
Транспортные связи по просёлочной, а затем автомобильной дороге Бобруйск — Гомель. Деревянные усадебного типа дома вдоль просёлочной дороги.

## История
По письменным источникам известна с [XIX века как деревня в Речицком уезде Минской губернии. В 1850 году деревня Толстыковская Рудня. С 1854 года работали сукновальня и круподробилка, с 1880 года хлебозапасный магазин. В 1909 году в Стрешинской волости. В 1931 году жители вступили в колхоз. Во время Великой Отечественной войны 15 жителей погибли на фронте. Согласно переписи 1959 года в составе колхоза «Звезда» (центр — деревня Прибудок).

## Население

### Численность
- 2004 год — 5 хозяйств, 7 жителей.

### Динамика
- 1850 год — 3 двора.
- 1909 год — 10 дворов, 59 жителей.
- 1959 год — 91 житель (согласно переписи).
- 2004 год — 5 хозяйств, 7 жителей.